# José Luis González China
José Luis González China (ur. 3 czerwca 1966 w mieście Meksyk) – meksykański piłkarz występujący na pozycji pomocnika lub obrońcy, obecnie trener.

## Kariera klubowa
González China rozpoczynał swoją karierę w klubie Deportivo Neza z siedzibą w Nezahualcóyotl, do którego seniorskiej drużyny został włączony jako dziewiętnastolatek przez argentyńskiego szkoleniowca Miguela Marína. W meksykańskiej Primera División zadebiutował 8 lutego 1986 w wygranym 5:1 spotkaniu z Leónem, jednak początkowo pełnił wyłącznie rolę rezerwowego i miejsce w wyjściowym składzie wywalczył sobie dopiero po upływie dwóch lat. Premierowego gola w najwyższej klasie rozgrywkowej strzelił 8 kwietnia 1988 w wygranej 2:1 konfrontacji z Atlético Potosino, zaś ogółem barwy Nezy reprezentował przez niemal trzy lata, nie odnosząc większych sukcesów i występując przeważnie na pozycji skrzydłowego lub ofensywnego pomocnika. W 1988 roku, po tym, jak jego dotychczasowy zespół został rozwiązany, przeszedł do ekipy Atlante FC ze stołecznego miasta Meksyk, gdzie jako kluczowy zawodnik występował przez dwa lata, jednak na koniec rozgrywek 1989/1990 spadł ze swoim klubem do drugiej ligi.
Bezpośrednio po relegacji González China pozostał jednak na najwyższym szczeblu, przenosząc się do drużyny Club León. Tam spędził sezon bez poważniejszych osiągnięć, podczas którego zapracował sobie na miano jednego z wyróżniających się graczy ligi meksykańskiej, po czym podpisał umowę z Tiburones Rojos de Veracruz. W klubie z portowego miasta występował w roli środkowego pomocnika przez kolejne sześć lat, niezmiennie mając niepodważalną pozycję w pierwszej jedenastce. W 1995 roku dotarł z Veracruz do finału krajowego pucharu – Copa México, zaś ogółem rozegrał w jego barwach 211 ligowych spotkań i strzelił osiemnaście goli, pozostając jednym z ważniejszych graczy w nowożytnej historii klubu. W lipcu 1997 powrócił do Club León, którego zawodnikiem pozostawał przez kolejne półtora roku, przeważnie jednak w roli rezerwowego, po czym zasilił Club Atlas z Guadalajary. Tam w wiosennym sezonie Verano 1999 wywalczył największy sukces w karierze – wicemistrzostwo kraju, po czym powrócił do Leónu, gdzie grał przez rok.
Latem 2000 González China po raz kolejny został piłkarzem Atlante FC, gdzie spędził kolejny rok jako głęboki rezerwowy, zaś bezpośrednio po tym powrócił do Tiburones Rojos de Veracruz, z którym na koniec rozgrywek 2001/2002 zanotował relegację do drugiej ligi meksykańskiej. W międzyczasie został przekwalifikowany na pozycję środkowego obrońcy, spędzając na niej ostatnie lata swojej kariery. W lipcu 2002 przeniósł się do drugoligowego już Club León, lecz po zaledwie sześciu miesiącach znów zasilił Atlante FC, gdzie mimo zaawansowanego wieku był jednym z liderów stołecznego zespołu. Profesjonalną karierę piłkarską zakończył w wieku 39 lat. Ogółem w meksykańskiej Primera División rozegrał blisko 500 meczów, będąc uznanym ligowcem na przełomie wieków.

## Kariera reprezentacyjna
W 1987 roku González China został powołany przez szkoleniowca Jesúsa del Muro do reprezentacji Meksyku U-17 na Mistrzostwa Świata U-17 w Kanadzie. Tam pełnił rolę podstawowego zawodnika swojej drużyny, rozgrywając wszystkie możliwe trzy spotkania, z czego dwa w wyjściowym składzie i ani razu nie wpisał się na listę strzelców. Meksykanie zakończyli natomiast swój udział w światowym czempionacie już w fazie grupowej po zajęciu w niej trzeciego miejsca z bilansem zwycięstwa, remisu i porażki.
W seniorskiej reprezentacji Meksyku González China zadebiutował za kadencji selekcjonera Manuela Lapuente, 29 stycznia 1991 w zremisowanym 0:0 meczu towarzyskim z Kolumbią. Dwa miesiące później wystąpił jeszcze w spotkaniu z Kanadą (3:0) w ramach Mistrzostw NAFC, w których jego kadra narodowa ostatecznie triumfowała. Swój bilans reprezentacyjny zamknął na dwóch występach.

## Kariera trenerska
Niedługo po zakończeniu kariery piłkarskiej González China rozpoczął pracę w roli szkoleniowca. W 2007 roku pracował jako asystent Sergio Bueno w swoim byłym klubie – drugoligowym Club León, docierając z nim do finału rozgrywek Primera División A. W latach 2008–2009 był natomiast członkiem sztabu szkoleniowego trenera José Guadalupe Cruza w kolejnym ze swoich byłych zespołów – Atlante FC, mającego już siedzibę w Cancún. W lutym 2009 został mianowany selekcjonerem reprezentacji Meksyku U-17, którą dwa miesiące później poprowadził w Mistrzostwach Ameryki Północnej U-17. Jego drużyna, pełniąca wówczas rolę gospodarzy, zajęła pierwsze miejsce w grupie, odnosząc komplet zwycięstw – z Trynidadem i Tobago (7:0), Gwatemalą (3:0) oraz Kostaryką (1:0). Dalsza część turnieju nie odbyła się jednak z powodu wybuchu epidemii świńskiej grypy w Meksyku. W październiku 2009 poprowadził meksykańską młodzieżówkę na Mistrzostwach Świata U-17 w Nigerii; tam jego podopieczni zajęli drugie miejsce w grupie, przegrywając ze Szwajcarią (0:2) i triumfując nad Brazylią (1:0) oraz Japonią (2:0), po czym wobec porażki po rzutach karnych z Koreą Płd. (1:1, 3:5 k.) odpadli z mundialu w 1/8 finału. Bezpośrednio po tym odszedł ze stanowiska.
W latach 2010–2011 González China ponownie asystował José Guadalupe Cruzowi, tym razem w zespole Jaguares de Chiapas, gdzie równocześnie prowadził także klubową drużynę do lat dwudziestu. W 2012 roku znów został zatrudniony w Atlante FC, tym razem jako asystent Mario Garcíi, zaś po jego odejściu w kwietniu 2012 tymczasowo poprowadził drużynę w dwóch ligowych meczach. W latach 2013–2014 pracował w Querétaro FC na stanowisku szkoleniowca zespołu do lat dwudziestu, zaś w latach 2014–2015 był dyrektorem sportowym drugoligowej ekipy Deportivo Tepic. W sierpniu 2015, po rezygnacji dotychczasowego trenera Mauro Camoranesiego, objął stanowisko szkoleniowca Tepic, które piastował przez kolejne pół roku bez większych sukcesów, po czym został zwolniony wskutek niezadowalających wyników.